# Hans-Jürgen Gerhardt
Hans-Jürgen Gerhardt (Altenburg, 5 september 1954) is een voormalig Oost-Duits bobsleeremmer. Gerhardt werd als remmer tweemaal wereldkampioen in de viermansbob en eenmaal in de tweemansbob. Gerhardt won als remmer van Bernhard Germeshausen de zilveren medaille tijdens de Olympische Winterspelen 1980 en samen met Germeshausen als remmers van Meinhard Nehmer de gouden medaille in de viermansbob.

## Resultaten
- Wereldkampioenschappen bobsleeën 1977 in Sankt Moritz  in de viermansbob
- Wereldkampioenschappen bobsleeën 1978 in Lake Placid  in de viermansbob
- Wereldkampioenschappen bobsleeën 1979 in Königssee  in de viermansbob
- Olympische Winterspelen 1980 in Lake Placid  in de tweemansbob
- Olympische Winterspelen 1980 in Lake Placid  in de viermansbob
- Wereldkampioenschappen bobsleeën 1981 in Cortina d'Ampezzo  in de tweemansbob
- Wereldkampioenschappen bobsleeën 1981 in Cortina d'Ampezzo  in de viermansbob

1924: Scherrer / Neveu / A.Schläppi / H.Schläppi ·
1928: Fiske / Tucker / Mason / Gray / Parke ·
1932: Fiske / Eagan / Gray / O'Brien ·
1936: Musy / Gartmann / Bouvier / Beerli ·
1948: Tyler / Martin / Rimkus / D'Amico ·
1952: Ostler / Kuhn / Nieberl / Kemser ·
1956: Kapus / Diener / Alt / Angst ·
1964: V.Emery / Kirby / Anakin / J.Emery ·
1968: Monti / De Paolis / Zandonella / Armano ·
1972: Wicki / Leutenegger / Camichel / Hubacher ·
1976: Nehmer / Babock / Germeshausen / Lehmann ·
1980: Nehmer / Musiol / Germeshausen / Gerhardt ·
1984: Hoppe / Wetzig / Schauerhammer / Kirchner ·
1988: Fasser / Meier / Fässler / Stocker ·
1992: Appelt / Schroll / Winkler / Haidacher ·
1994: Czudaj / Brannasch / Hampel / Szelig ·
1998: Langen / Zimmermann / Jakobs / Hampel ·
2002: Lange / Kühn / Kuske / Embach ·
2006: Lange / Hoppe / Kuske / Putze ·
2010: Holcomb / Mesler / Tomasevicz / Olsen ·
2014: Melbārdis / Dreiškens / Vilkaste / Strenga  ·
2018: Friedrich / Bauer / Grothkopp / Margis   ·
2022: Friedrich / Margis / Bauer / Schüller